# Выстрел в спину (фильм)
«Выстрел в спину» — советский художественный фильм, поставленный на Киностудии «Мосфильм» в 1979 году режиссёром Владимиром Чеботарёвым по одноимённой повести Николая Леонова.
Премьера фильма состоялась 10 ноября 1980 года.

## Сюжет
Писатель Павел Владимирович Ветров убит выстрелом в спину. Было заведено уголовное дело, где под подозрением оказываются художник Евгений Александрович Шутин, друг детства писателя, и бывший спортсмен Олег Перов. Каждый из них хорошо знал убитого писателя и у каждого есть своя тайна. Раскрытие убийства поручено молодому капитану милиции Николаю Гурову.

## Песня
Звучит в интервале 59.46—1:01.53, первое слышимое слово — перепонка, хотя начинается песня словами: «Шумит машинами шоссе», — название песни «Новое время», — текст 
 Куклина Льва Валериановича.

## В главных ролях
- Лев Прыгунов — Николай Иванович Гуров, капитан милиции, оперуполномоченный
- Михаил Волков — Евгений Александрович Шутин, художник

## В ролях
- Игорь Охлупин — Павел Владимирович Ветров, писатель
- Александр Збруев — Олег Перов
- Лариса Удовиченко — Ирина Перова
- Владимир Самойлов — Константин Константинович Турилин, полковник милиции, начальник отдела МУРа
- Нелли Пшённая — Инна Петровна, любовница Шутина
- Юрий Саранцев — Пётр Николаевич Орлов, подполковник милиции, старший оперуполномоченный
- Виктор Чекмарёв — Семён Семёнович Семёнов, подпольный артельщик
- Владимир Ферапонтов — Ванин
- Любовь Полищук — Елена Николаевна Ванина, жена подпольного артельщика
- Марина Дюжева — Рита, подружка Гурова
- Всеволод Ларионов — генерал-майор милиции
- Владимир Кенигсон — Ника Никифоров, старый актёр
- Лев Золотухин — Виктор Иванович
- Софья Пилявская — Клавдия Ивановна, тётя Ветрова, вдова коллекционера, владелица картины Марка Шагала
- Владимир Гуляев — Сергей Васильевич Аникин, таксист
- Владимир Тыкке - Кулагин
- Валентин Кулик - знакомый Шутина
- Леонид Плешаков - однокурсник Шенина
- Сергей Приселков - следователь прокуратуры
- Геннадий Юхтин - оперуполномоченный ОБХСС

## Съёмочная группа
- Автор сценария — Николай Леонов
- Режиссёр-постановщик — Владимир Чеботарёв
- Оператор-постановщик — Юрий Гантман
- Художник-постановщик — Евгений Серганов
- Композитор — Андрей Петров

## Технические данные
- Киностудия: «Мосфильм», Первое творческое объединение
- Формат изображения: широкоформатный
- Звук: Стерео
- Цвет: цветной
- Плёнка: 33-метровая

## Съёмки фильма
Фильм снимался в Москве на Малой Бронной улице, на Котельнической набережной, у Московского зоопарка, на Петровке, а также на ещё почти двух десятках улицах Москвы. Однако бо́льшая часть фильма снималась в кабинетах Московского уголовного розыска, где актёров консультировали специалисты уголовного сыска.